# SIRCS
Le protocole SIRCS ou CNTRL-S est un des nombreux protocoles de communication binaire utilisé par les télécommandes infrarouges des appareils électroniques et particulièrement dans les appareils électroniques audiovisuels.

## Caractéristiques
Mis au point par la multinationale Sony, il est basé sur un codage émis sur une fréquence de 40 kHz en général.
La trame SIRCS se compose d'un mot de données de 12 à 20 bits de la façon suivante :
- 1 bit de départ de 2,4 ms suivi d'une pause de 0,6 ms ;
- 7 bits de commande pour l'instruction ;
- 5 bits d'adresse extensibles à 13 bits destinés à l'appareil concerné (téléviseur, chaîne hi-fi, laser disc, etc. ).

Un niveau haut sera caractérisé par une impulsion haute de 1,2 ms et un niveau bas par une impulsion haute de 0,6 ms.